# 維奈特
35°53′38″N 3°02′08″E / 35.89389°N 3.03556°E

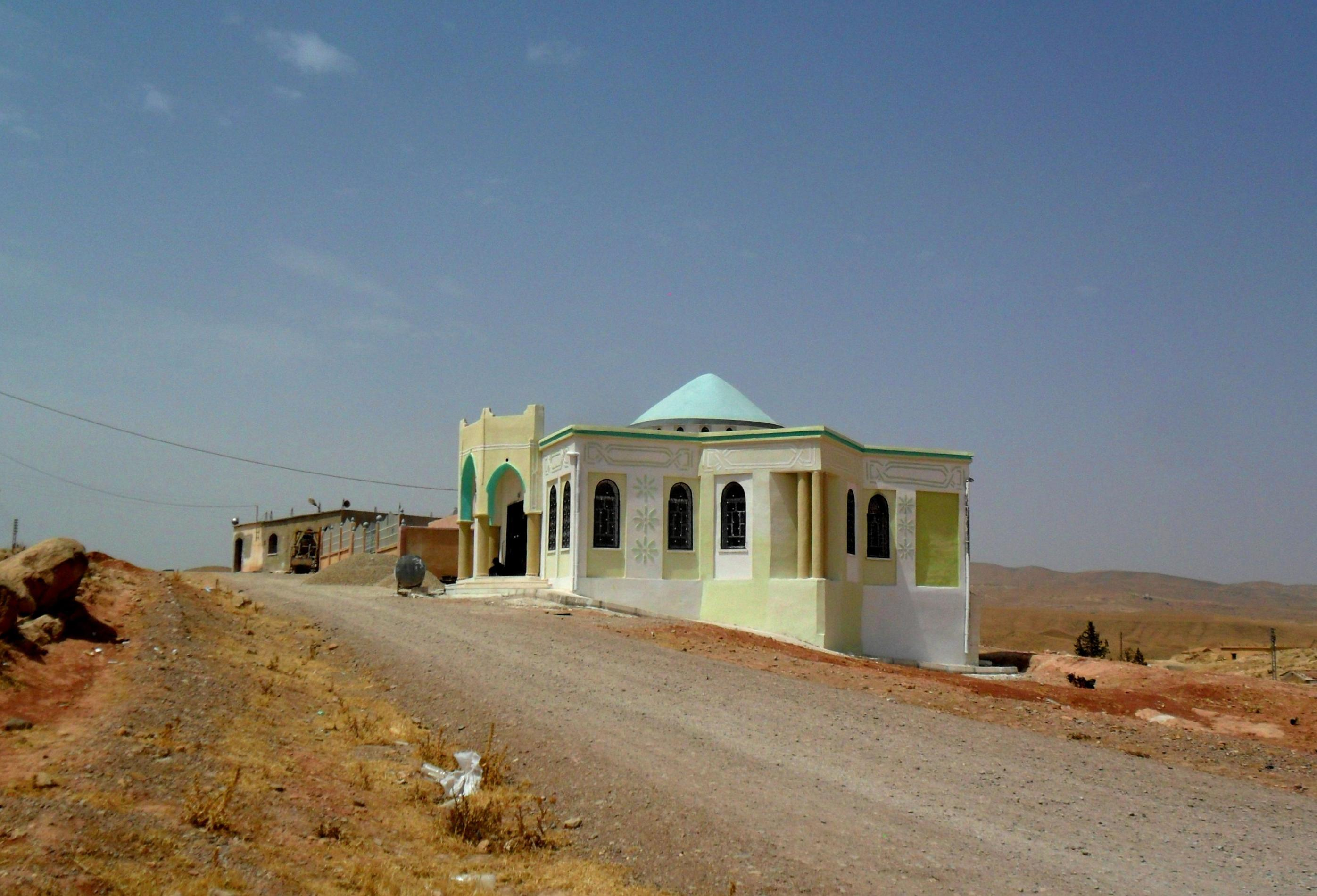
維奈特

維奈特（阿拉伯语：‎），是阿爾及利亞的城鎮，位於該國北部麥迪亞省，由艾因布西夫區負責管轄，面積61平方公里，2008年人口4,186，人口密度每平方公里69人。